# Tiruchendur
Tiruchendur (Tamil திருச்செந்தூர் Tiruccentūr [ˈt̪iɾɯtːʃen̪d̪uːr], auch Thiruchendur, Jayantipuram) ist eine Stadt im indischen Bundesstaat Tamil Nadu mit rund 32.000 Einwohnern (Volkszählung 2011). Tiruchendur ist ein wichtiger Wallfahrtsort des in Tamil Nadu populären Hindu-Gottes Murugan.

## Geografie

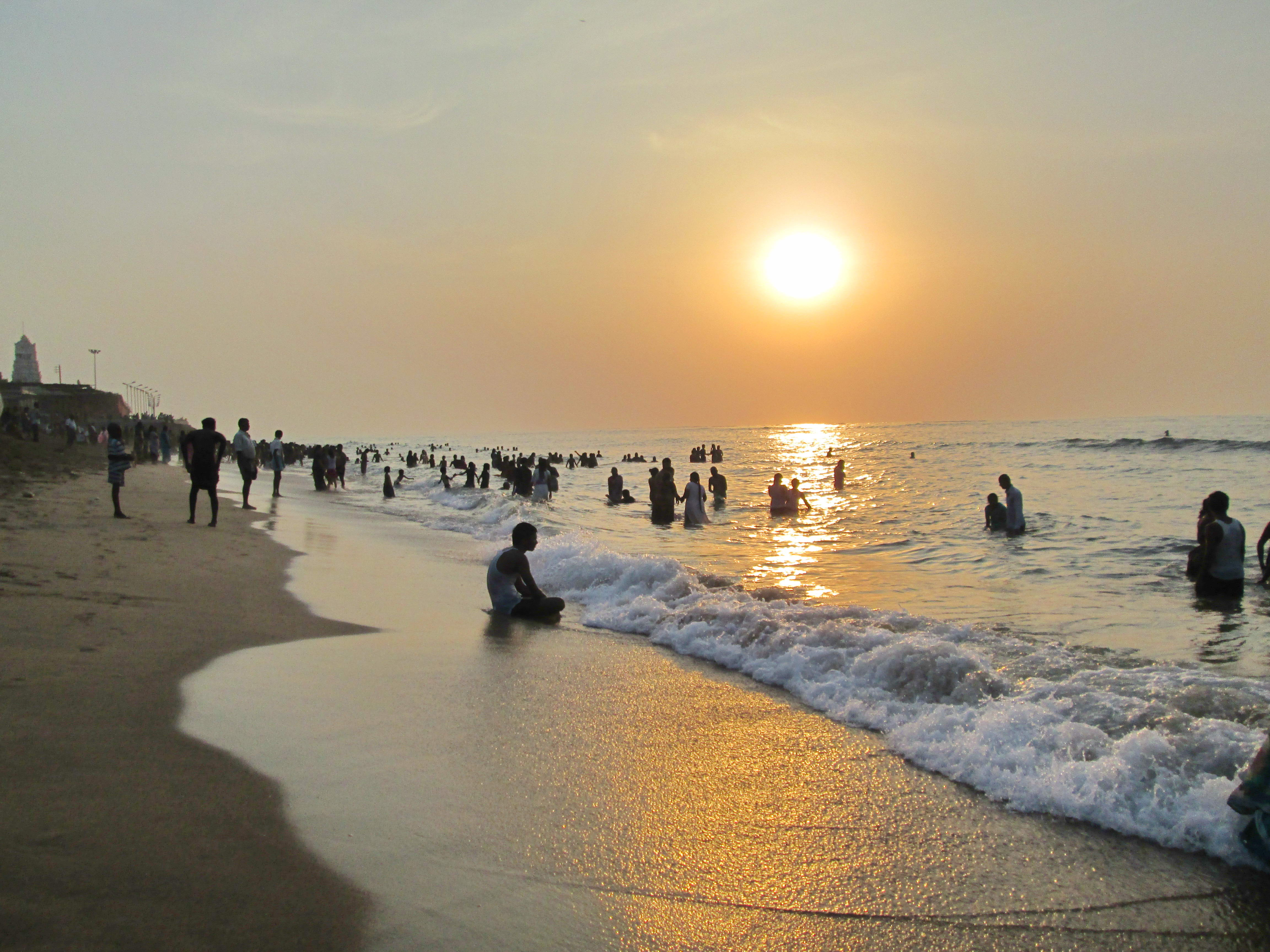
Am Strand von Tiruchendur

Tiruchendur liegt im Distrikt Thoothukudi im Süden Tamil Nadus an der Küste des Indischen Ozeans. Die Stadt ist Hauptort des Taluks (Sub-Distrikts) Tiruchendur des Distrikts Thoothukudi. Die nächstgrößeren Städte sind die Distrikthauptstadt Thoothukudi 36 Kilometer nördlich sowie Tirunelveli knapp 60 Kilometer nordwestlich. Die Südspitze Indiens, das Kap Komorin in Kanyakumari, liegt 90 Kilometer südwestlich.
Der parallel zur Küste verlaufende State Highway 176 verbindet Tiruchendur mit Thoothukudi und Kanyakumari, nach Tirunelveli führt der State Highway 40. Es bestehen zahlreiche Busverbindungen nach Thoothukudi und Tirunelveli. Der Bahnhof von Tiruchendur ist Endpunkt einer Bahnstrecke von Tirunelveli. Der nächste Flughafen ist der Flughafen Thoothukudi.

## Bevölkerung
80 Prozent der Einwohner Tiruchendurs sind Hindus und 20 Prozent Christen. Die Hauptsprache ist, wie in ganz Tamil Nadu, das Tamil, das von 98 Prozent der Bevölkerung als Muttersprache gesprochen wird.

## Religiöse Bedeutung

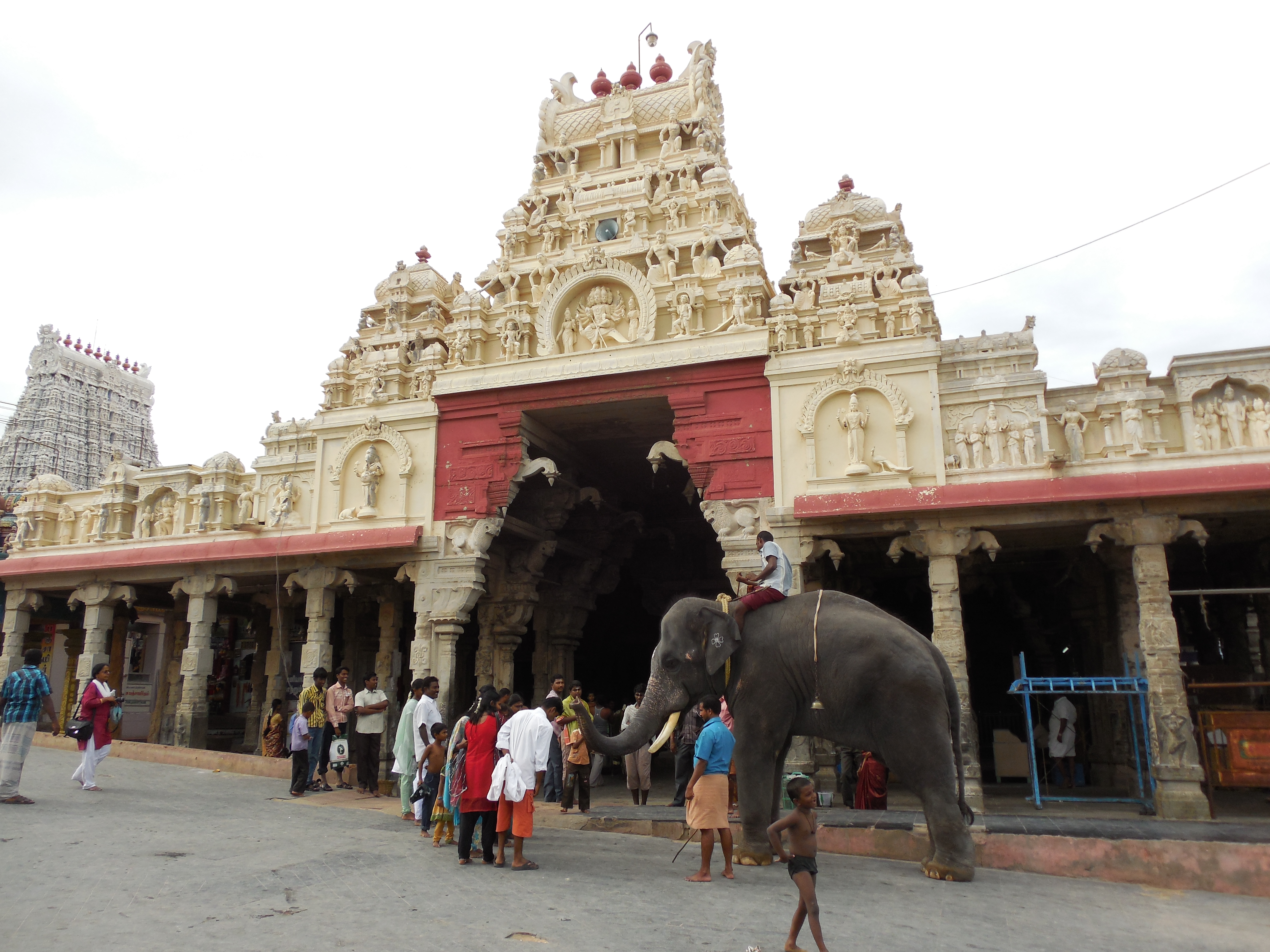
Der Murugan-Tempel von Tiruchendur. Ein Tempelelefant vor der Eingangshalle (Shanmuga Vilasam), links im Hintergrund der Gopuram.

In Tiruchendur befindet sich der Subramaniyaswami-Tempel, ein wichtiges Heiligtum des Hindu-Gottes Murugan (Skanda). Während dieser Gott in der Glaubenspraxis Nordindiens praktisch keine Rolle spielt, gehört er unter dem Namen Murugan unter den Tamilen zu den populärsten Gottheiten. Tiruchendur ist einer von sechs Wallfahrtsorten (Arupadaividu) in Tamil Nadu, die Murugan geweiht sind. Die sechs Wallfahrtsorte werden mit jeweils unterschiedlichen Aspekten der Mythologie Murugans assoziiert. Tiruchendur ist dem Mythos nach der Ort, an dem Murugan loszog, um den Dämon Surapadman zu besiegen.
Der Murugan-Tempel von Tiruchendur ist ein weitläufiger Tempelkomplex im südindischen Dravida-Stil. Als einziger Arupadaividu-Tempel ist er nicht auf einem Hügel, sondern direkt am Strand errichtet. Das auffälligste Baumerkmal ist der 42 Meter hohe Gopuram (Torturm). Anders als bei den meisten Tempeln befindet sich der Hauptgopuram nicht an der Ost-, sondern der Westseite des Tempels, weil die Tempelmauer im Osten direkt an das Meer grenzt. Der Haupteingang zum Tempel befindet sich im Süden und ist direkt vom Sandstrand aus erreichbar. Dem eigentlichen Tempel vorgesetzt ist der Shanmuga Vilasam, eine 37 × 26 Meter große Eingangshalle, die von 124 Säulen getragen wird. Der eigentliche Tempel misst ca. 130 × 80 Meter und besteht aus zwei konzentrischen Umgängen (prakaras), die eine Reihe von Nebenschreinen beherbergen, und dem zentralen Hauptschrein.
Als einer der sechs Wallfahrtsorte Murugans zieht Tiruchendur zahlreiche Pilger an. Im Jahr 2011 verzeichnete der Ort 7,8 Millionen Besucher. Von mehreren großen Tempelfesten, die im Jahresverlauf in Tiruchendur gefeiert werden, ist das Skanda-Sasti-Fest im tamilischen Monat Aippasi (Oktober/November) das wichtigste. Das siebentägige Fest erreicht am sechsten Tag mit der Feier von Murugans Sieg über Surapadman (Surasamharam) seinen Höhepunkt. 2011 wurden in Tiruchendur aus Anlass dieses Festes mehr als eine Million Gläubige erwartet.